# Втрати 19-ї мотострілецької дивізії (РФ)
У статті наведено подробиці втрат 19-ї мотострілецької дивізії Збройних сил РФ у різних військових конфліктах.

## Російсько-грузинська війна
| п/п | Прізвище, ім'я, по-батькові                                                 | Звання/посада          | Дата народження | Дата смерті | Місце смерті             |
| --- | --------------------------------------------------------------------------- | ---------------------- | --------------- | ----------- | ------------------------ |
| 1.  | Селіпетов Володимир Васильович (рос. Селипетов Владимир Васильевич)         | рядовий, 693 МСП       | 1986            | 07.08.2008  | поблизу Рокського тунелю |
| 2.  | Кононов Сергій Віталійович (рос. Кононов Сергей Витальевич)                 | рядовий, 135 МСП       |                 | 08.08.2008  | Цхінвалі                 |
| 3.  | Марченко Антон Олександрович (рос. Марченко Антон Александрович)            | рядовий, механік-водій | 05.09.1987      | 08.08.2008  | Цхінвалі                 |
| 4.  | Шмигановський Олександр Вікторович (рос. Шмыгановский Александр Викторович) | рядовий, 135 МСП       | 11.02.1987      | 08.08.2008  | Цхінвалі                 |
| 5.  | Гіматов Кублан Алімшанович (рос. Гиманов Кублан Алимшанович)                | рядовий, 135 МСП       |                 | 08.08.2008  | Цхінвалі                 |
| 6.  | Яско Вадим Володимирович (рос. Яско Вадим Владимирович)                     | сержант, 135 МСП       |                 | 08.08.2008  | Цхінвалі                 |

## Російсько-українська війна
| п/п | Прізвище, ім'я, по-батькові                                           | Звання/посада                                                    | Дата народження | Дата смерті | Місце смерті       |
| --- | --------------------------------------------------------------------- | ---------------------------------------------------------------- | --------------- | ----------- | ------------------ |
| 1.  | Железов Олександр В'ячеславович (рос. Железов Александр Вячеславович) | старший сержант, командир відділення мотострілецького полку      | 24.12.1980      | 24.02.2022  |                    |
| 2.  | Сулейманов Мевлан Нізамієвич (рос. Сулейманов Мевлан Низамиевич)      | сержант, командир вогнеметного відділення                        | 04.07.1987      | 25.02.2022  |                    |
| 3.  | Паунєжев Аслан Хасанович (рос. Паунежев Аслан Хасанович)              | капітан                                                          | 08.11.1987      | 28.02.2022  | Василівка          |
| 4.  | Клюєв Ігор Миколайович (рос. Клюев Игорь Николаевич)                  | єфрейтор                                                         | 19.11.1995      | 28.02.2022  |                    |
| 5.  | Лутонін Олексій Сергійович (рос. Лутонин Алексей Сергеевич)           | молодший сержант                                                 | 04.03.1998      | 28.02.2022  | Волноваха          |
| 6.  | Яковлєв Геннадій Ігорович (рос. Яковлев Геннадий Игоревич)            | єфрейтор, стрілець-гранатометник                                 | 10.07.1997      | 28.02.2022  | Волноваха          |
| 7.  | Балданов Цирен Олександрович (рос. Балданов Цырен Александрович)      | старший лейтенант, заступник командира роти                      | 12.03.1997      | 28.02.2022  |                    |
| 8.  | Коваленко Олександр Васильович (рос. Коваленко Александр Васильевич)  | сержант, 503 МСП                                                 | 19.11.1994      | 05.03.2022  |                    |
| 9.  | Арабов Араб Абдуллайович (рос. Арабов Араб Абдуллаевич)               | рядовий, механік-водій, 503 МСП                                  | 30.01.2000      | 08.03.2022  |                    |
| 10. | Клюєв Ігор Миколайович (рос. Клюев Игорь Николаевич)                  | єфрейтор                                                         | 19.11.1995      | 18.03.2022  |                    |
| 11. | Григоренко Максим Віталійович (рос. Григоренко Максим Витальевич)     | рядовий, 503 МСП                                                 | 21.05.2001      | 02.04.2022  |                    |
| 12. | Меньшенін Михайло Олександрович (рос. Меньшенин Михаил Александрович) | єфрейтор, cтарший механік-водій інженерно-саперної роти, 503 МСП | 25.11.1998      | 27.05.2022  | Запорізька область |